# Girafe offerte à Charles X par Méhémet Ali
Pour les articles homonymes, voir Zarafa.
La girafe offerte à Charles X par Méhémet Ali, appelée a posteriori Zarafa, est la première girafe à être entrée en France, où elle a vécu pendant dix-huit ans, de 1827 à 1845, dans la ménagerie du Jardin des plantes à Paris. Ce cadeau diplomatique de Méhémet Ali, vice-roi en Égypte ottomane, à Charles X, roi de France, faisait partie d'un groupe de trois girafes envoyées à des souverains d'Europe. On n'avait alors pas vu de girafe sur le continent européen depuis la girafe Médicis, offerte à Laurent de Médicis à Florence en 1486.

## Histoire
Le vice-roi en Égypte ottomane, Méhémet Ali, offrit une girafe à chacun des trois monarques européens les plus puissants de l'époque, l'empereur d'Autriche, François Ier, le souverain britannique, George IV, et le roi de France, Charles X.
L'idée d'offrir une girafe à la France a été donnée à Méhémet Ali par Bernardino Drovetti, consul de France en Égypte afin d'entretenir les relations entre les deux pays, notamment dans un contexte de guerre d'indépendance opposant les Grecs à l'Empire ottoman,,,. Méhémet Ali avait lui-même reçu cette girafe en cadeau de Mouker Bey, un seigneur du Soudan.
Née début 1825 d'après les calculs de l'époque, elle arriva à Marseille le 14 novembre 1826 et fut conduite à Paris à pied à partir du 20 mai 1827 (880 km en six semaines). Au cours de ce voyage, elle était accompagnée par Geoffroy Saint-Hilaire, directeur du Jardin des plantes, ainsi que par deux vaches dont elle buvait le lait et qu'elle suivait, une escorte de gendarmes à cheval, et un chariot à bagages. Arrivée le 30 juin 1827, elle fut pendant trois ans une des principales attractions de la capitale (au cours de l'été 1827, elle attira 600 000 curieux) et participa à l'essor du 5e arrondissement.
Après sa mort le 12 janvier 1845 de tuberculose bovine due à l'ingestion quotidienne de lait de vache, elle a été naturalisée, et fait désormais partie de la collection zoologique du Muséum d'histoire naturelle de La Rochelle.
Il existe également un témoignage historique peint : une huile sur toile de Jacques-Raymond Brascassat, datée de 1831, ayant pour nom Passage de la girafe à Arnay-le-Duc. Elle est exposée au musée des Beaux-Arts de Beaune. L'artiste a probablement peint le tableau de mémoire ou d'après des croquis au château du Musigny, près d'Arnay-le-Duc.

## Postérité

### Du vivant de l'animal
Elle est à l'origine de nombreuses illustrations et objets au décor dit « à la girafe », ou « girafomania » (gravures, vaisselle, tapisseries et papier peint, coiffure « à la girafe », bijoux, etc.). Elle a également inspiré un couple de personnages typiques du Carnaval de Paris : La girafe et son cornac.
Narcisse-Achille de Salvandy lui donne fictivement la parole en juillet et août 1827 dans deux pamphlets politiques intitulés Lettre de la girafe au pacha d'Égypte. En septembre 1827 est publié le Discours de la girafe au chef des six Osages, imprimé par Honoré de Balzac et possiblement son œuvre, et la même année Dame Girafe à Paris : aventures et voyage de cette illustre étrangère racontés par elle-même de Charles-François Bertu. Plus tard, en 1842, Charles Nodier lui donne à nouveau la parole dans les Tablettes de la girafe du Jardin des plantes, qui fait partie du recueil Scènes de la vie privée et publique des animaux.

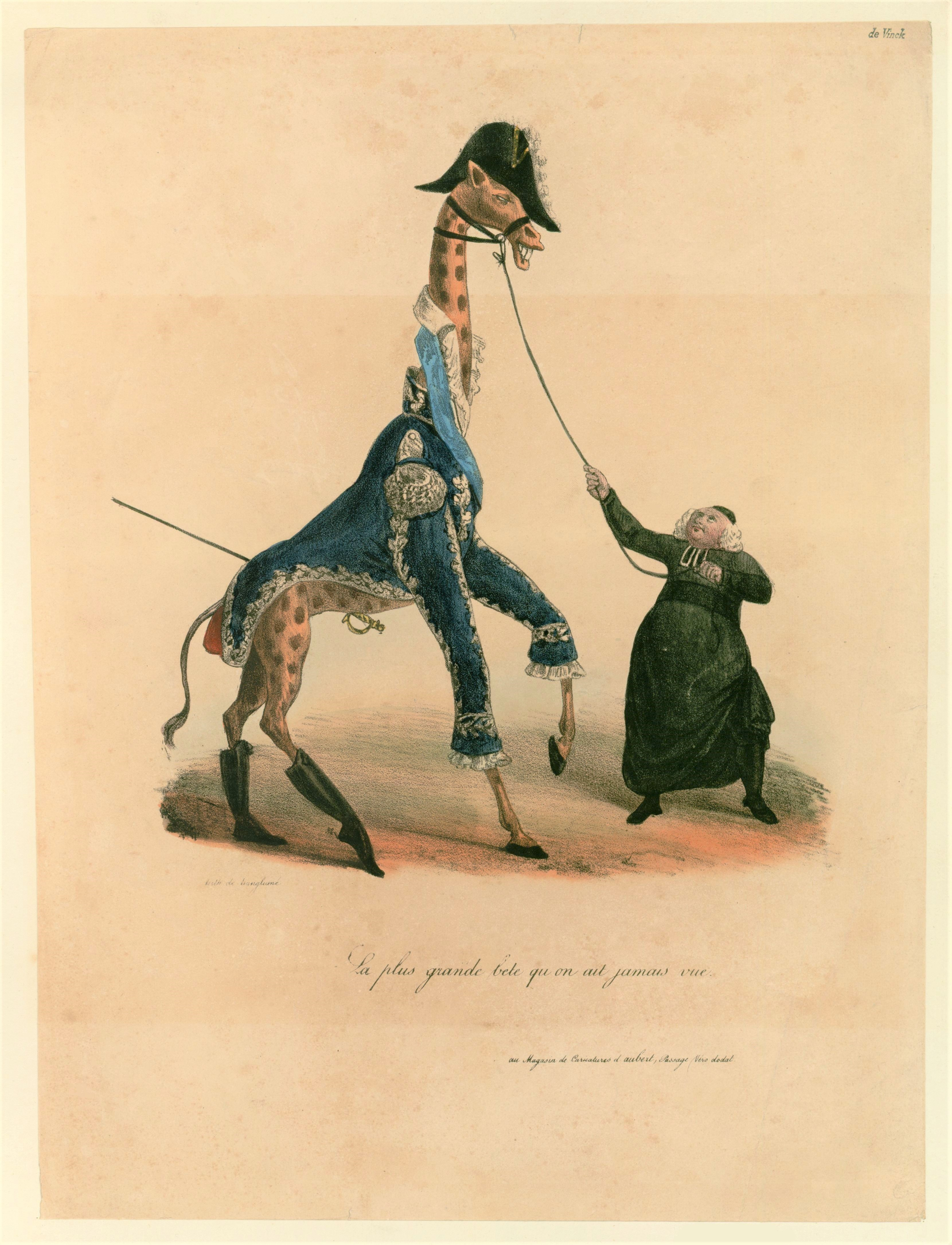
La plus grande bête qu'on ait jamais vue : caricature de Charles X, 1830.

La caricature politique s'empare de la girafe en l'assimilant à la physionomie longiligne du roi Charles X, notamment après la révolution de Juillet en 1830, qui voit fleurir plusieurs estampes accoutrant l'animal avec la tenue du souverain déchu,. Dans son ouvrage Les Mœurs et la Caricature en France (1888), John Grand-Carteret qualifie l'année 1827 d'« année de la girafe » bien que d'autres événements politiques et artistiques d'importance se soient produits cette année-là.
Vers 1830–1845, un diorama est réalisé montrant la girafe dans son enclos de la ménagerie du jardin des plantes avec son vétérinaire,.

### AuXXesiècle
Le relevé de discordances entre le spécimen de La Rochelle et des dessins de 1827 perpétue les rumeurs d'origine patriotique apparues après la Première Guerre mondiale, selon lesquelles le corps de la girafe, transféré au musée de Verdun, aurait inspiré aux militaires français l'idée de le brandir dans les tranchées pour effrayer l'ennemi, ou aurait fini sous les ruines du musée, après un bombardement qui n'en aurait laissé subsister que le cou. Ces histoires reposeraient elles-mêmes sur une confusion, la girafe du musée de Verdun ne pouvant être que celle dite « de Daubenton », montée en 1820 par le taxidermiste Delalande avec la première peau de girafe reçue par le muséum de Paris.
La girafe offerte à Charles X est aujourd'hui couramment appelée Zarafa, mais ce nom n'est pas attesté du vivant de l'animal, et il semble dû à Gabriel Dardaud en 1985 dans son livre Une girafe pour le roi. Ce nom est repris en 1998 dans le livre de Michael Allin, qui le présente comme la transcription d'un mot arabe signifiant à la fois « girafe » et « charmante » (en fait, deux mots distincts mais se transcrivant de la même manière, respectivement زرافة et ظرافة). L'animal n'avait pas de nom de son vivant, et était désigné, selon Saint-Hilaire, « le bel animal du roi » ; il n'est pas impossible que son premier propriétaire l'ait présentée comme la « belle », la « charmante », en langue arabe.
La sculpture Zarafa, installée à Marseille depuis 2009, fait référence à la girafe offerte à Charles X.
En 2011, elle a inspiré le nom de Zarafasaura, un nouveau genre éteint de reptiles marins de l'ordre des plésiosauriens.
Un film d'animation très librement inspiré de l'histoire de cette girafe, Zarafa, réalisé par Rémi Bezançon et Jean-Christophe Lie, est sorti en février 2012. Spécialiste français de la première girafe de France, Olivier Lebleu a collaboré à la promotion de sortie, et des expositions sur cette girafe ont été présentées au jardin des plantes de Paris du 25 janvier au 30 avril 2012, et au muséum d'histoire naturelle de La Rochelle 17 janvier au 15 mars 2012. Le film a réalisé 1,4 million d'entrées cinéma en France.
Du 15 avril au 24 juin 2023, l'artiste britannique Sebastian Mayer reconstitue le voyage de Zarafa à travers la France, en marchant de Marseille à Paris avec une marionnette de girafe à échelle réelle. Celle-ci, mesurant 3,4 mètres de haut et pesant 9 kg, est équipée d'une peau en carton amovible. L'artiste s'arrête au cours du trajet et offre des ateliers gratuits aux membres de la communauté locale, qui décorent alors la peau pour la prochaine étape du voyage.

## Galerie

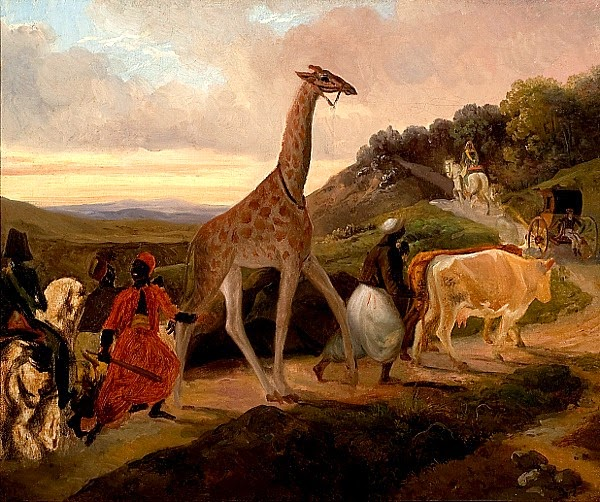
Le Passage de la girafe près d'Arnay-le-Duc, tableau de Jacques Raymond Brascassat, 1831, musée des Beaux-Arts de Beaune[32].
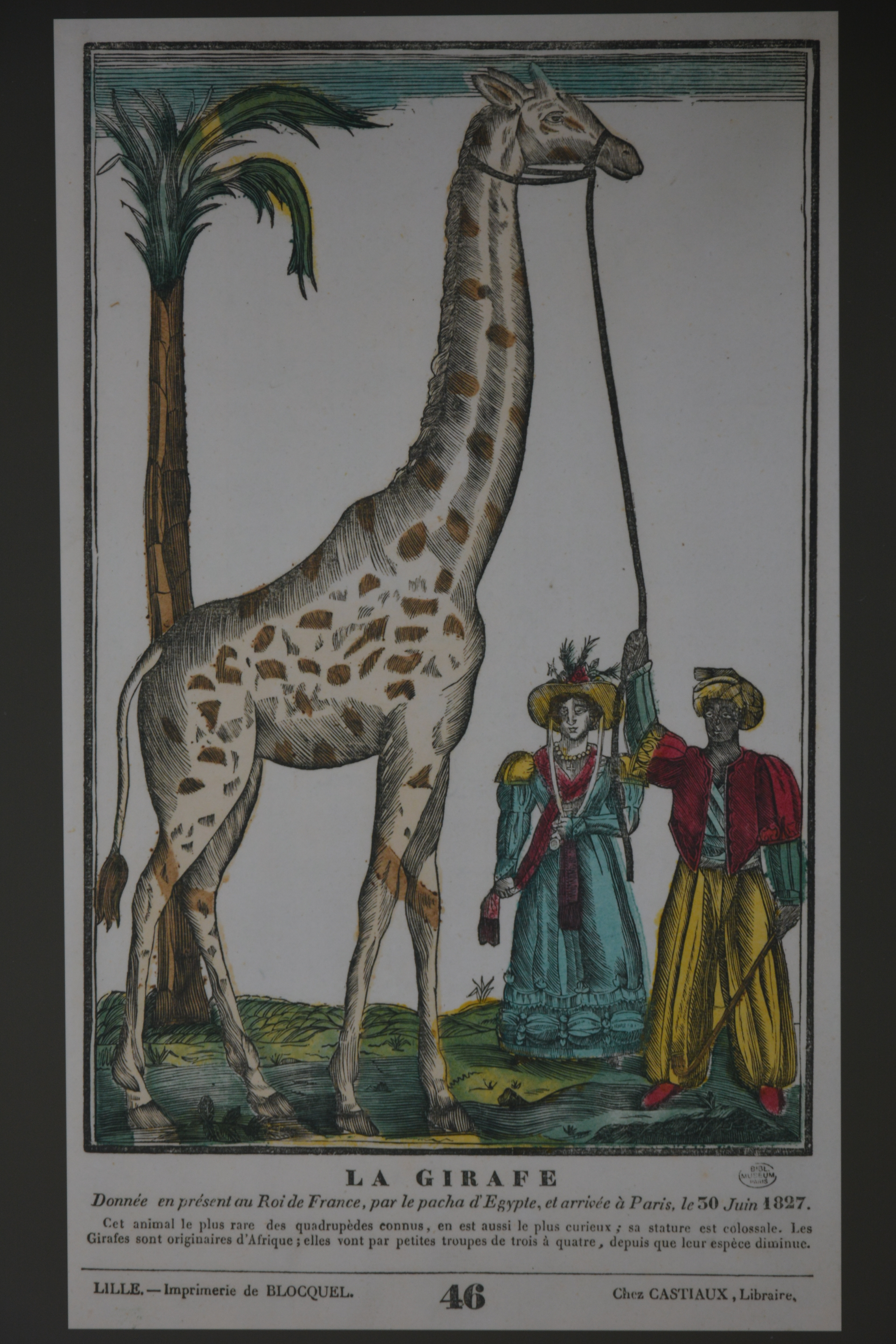
La Girafe donnée en présent au roi de France, par le pacha d'Égypte, et arrivée à Paris le 30 juin 1827, musée des Civilisations de l'Europe et de la Méditerranée[33].
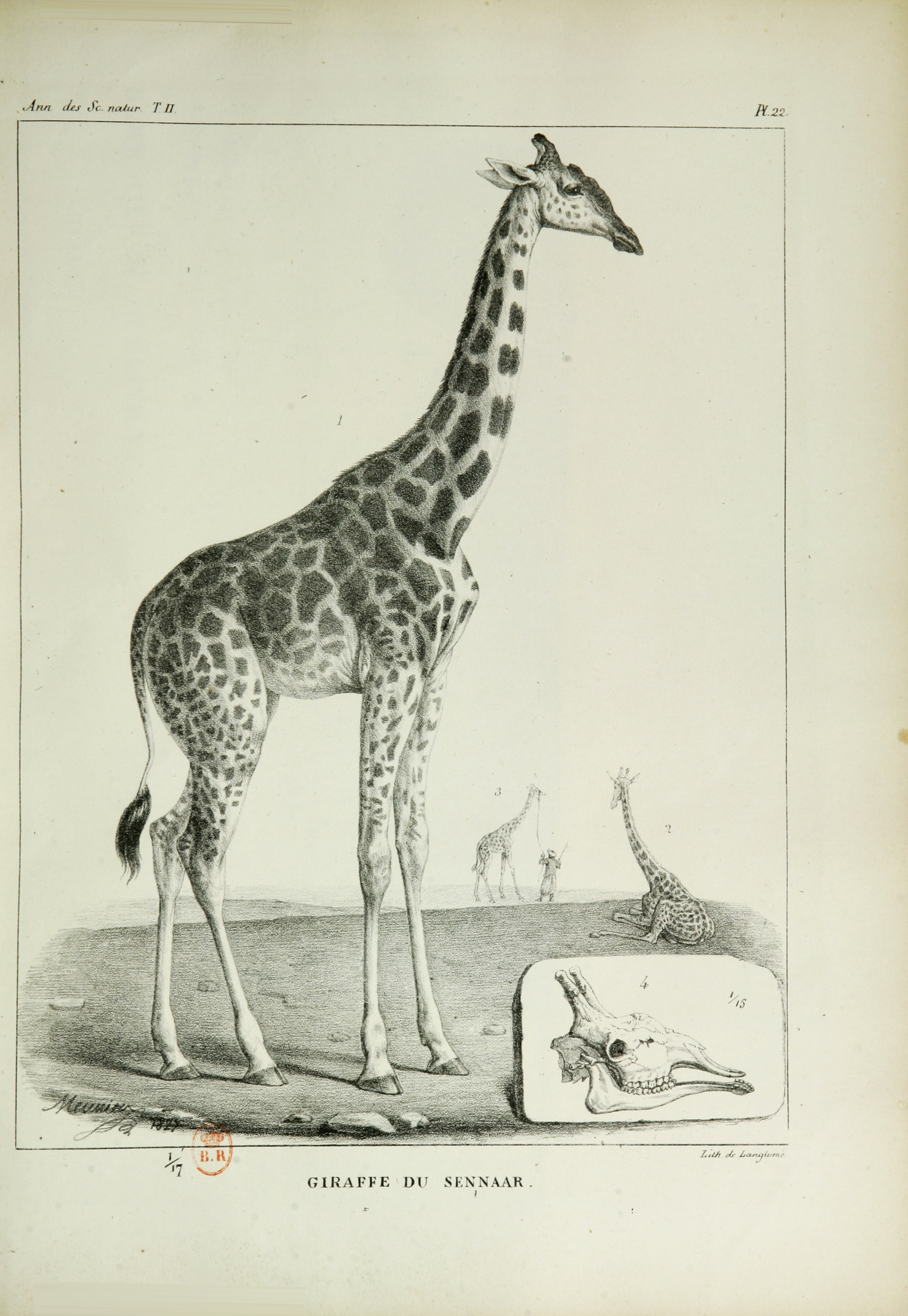
Lithographie de Pierre Langlumé illustrant un article d'Étienne Geoffroy Saint-Hilaire dans les Annales des sciences naturelles, 1827[34].
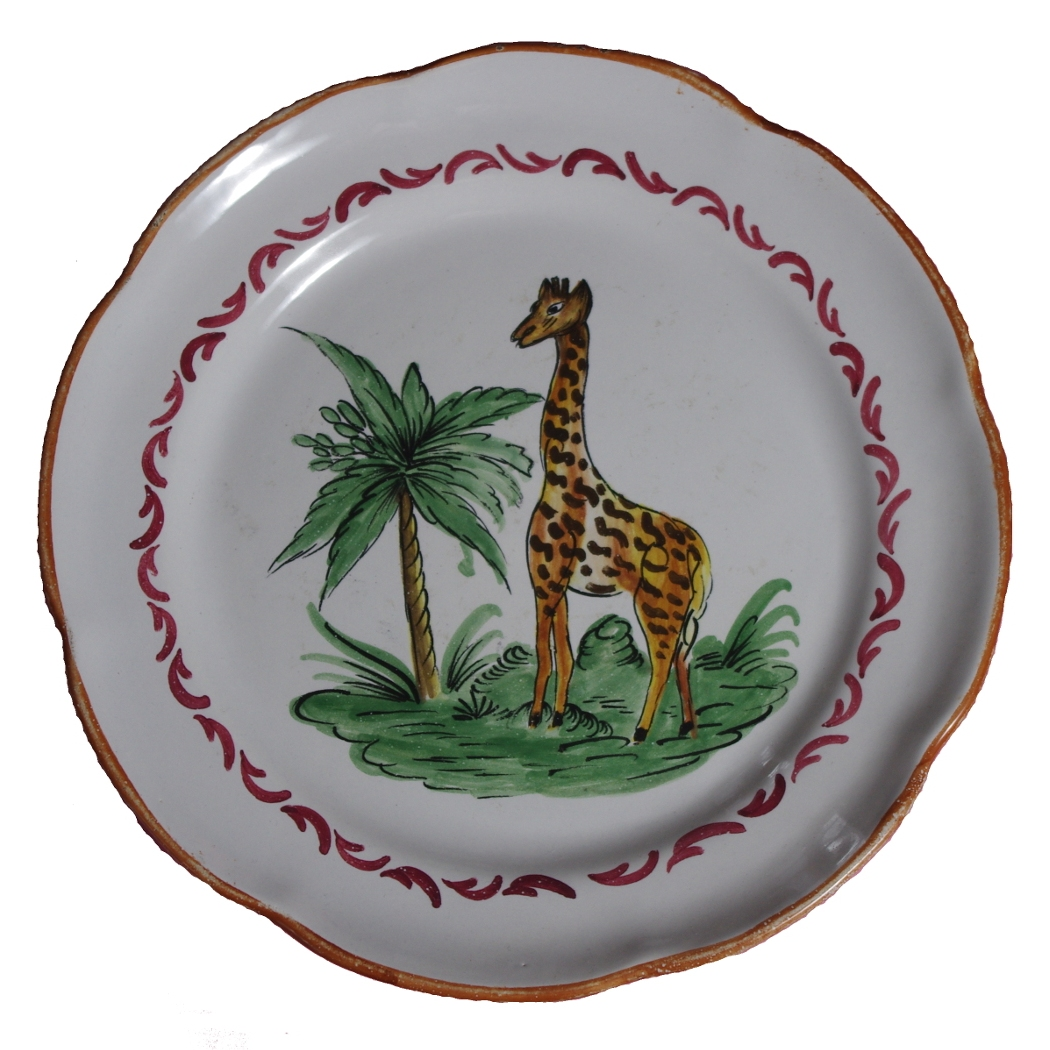
Assiette commémorative.